# Dwór w Bystrzanowicach
Dwór w Bystrzanowicach – zabytkowy dwór w Bystrzanowicach-Dworze w powiecie częstochowskim. Wpisany do rejestru zabytków woj. śląskiego pod nr A/455/89 z datą z 19 czerwca 1989 i 8 grudnia 1998 roku.

## Historia
Murowany dwór został wzniesiony w XVIII wieku przez Bystrzanowskich herbu Starykoń. W okresie swojej historii był na potrzeby właścicieli modernizowany i przebudowywany, ale jego trzon zachował się do chwili obecnej.
Od 1783 roku do 1791 kolejnym właścicielem Bystrzanowic był Sebastian Bystrzanowski, stolnik chęciński i sulejowski, który wybudował nową, większą rezydencję w Cielętnikach i tam się przeniósł z rodziną. W latach 1833–1852 dwór przeszedł w posiadanie Wincentego Komornickiego. Następnym właścicielem był Wincenty Krasiński (1852–1878), a po nim rodzina hrabiów Raczyńskich (1878–1945).
Podczas okupacji niemieckiej w Bystrzanowicach działała partyzantka, a w samym dworku swoją kwaterę miał Jerzy Kurpiński ps. „Ponury”. W latach 1942–1944 obszar na wschód od przysiółka Dwór był miejscem zrzutu broni oraz zaopatrzenia dla żołnierzy Armii Krajowej. W nocy z 26 na 27 grudnia 1944 roku w pobliżu dworu miała wylądować grupa brytyjskich żołnierzy, uczestników misji Freston. Żołnierze posilili się i ogrzali w dworze. Dzierżawcą dworu był wówczas związany z AK ziemianin Zygmunt Grabkowski.
Od 1945 roku właścicielem dworu był Skarb Państwa. W 1998 roku od Gminy Janów kupili go Ewa i Marek Jaszczak. Budynek został wyremontowany w latach 2000–2002. Dwór pełni funkcje turystyczne jako miejsce noclegowe.